# دیمیتریس سالپینگیدیس
دیمیتریس سالپینگیدیس(به یونانی: Δημήτρης Σαλπιγγίδης) (زادهٔ ۱۸ اوت ۱۹۸۱) بازیکن فوتبال اهل کشور یونان است.
وی برای تیم ملی یونان ۶۲ بازی انجام داده و ۱۰ گل به ثمر رسانده‌است. پست تخصصی این بازیکن نیز، مهاجم است.